# Tripseuxoa nemo
Tripseuxoa nemo là một loài bướm đêm trong họ Noctuidae.